# 拉琴斯基圖書館

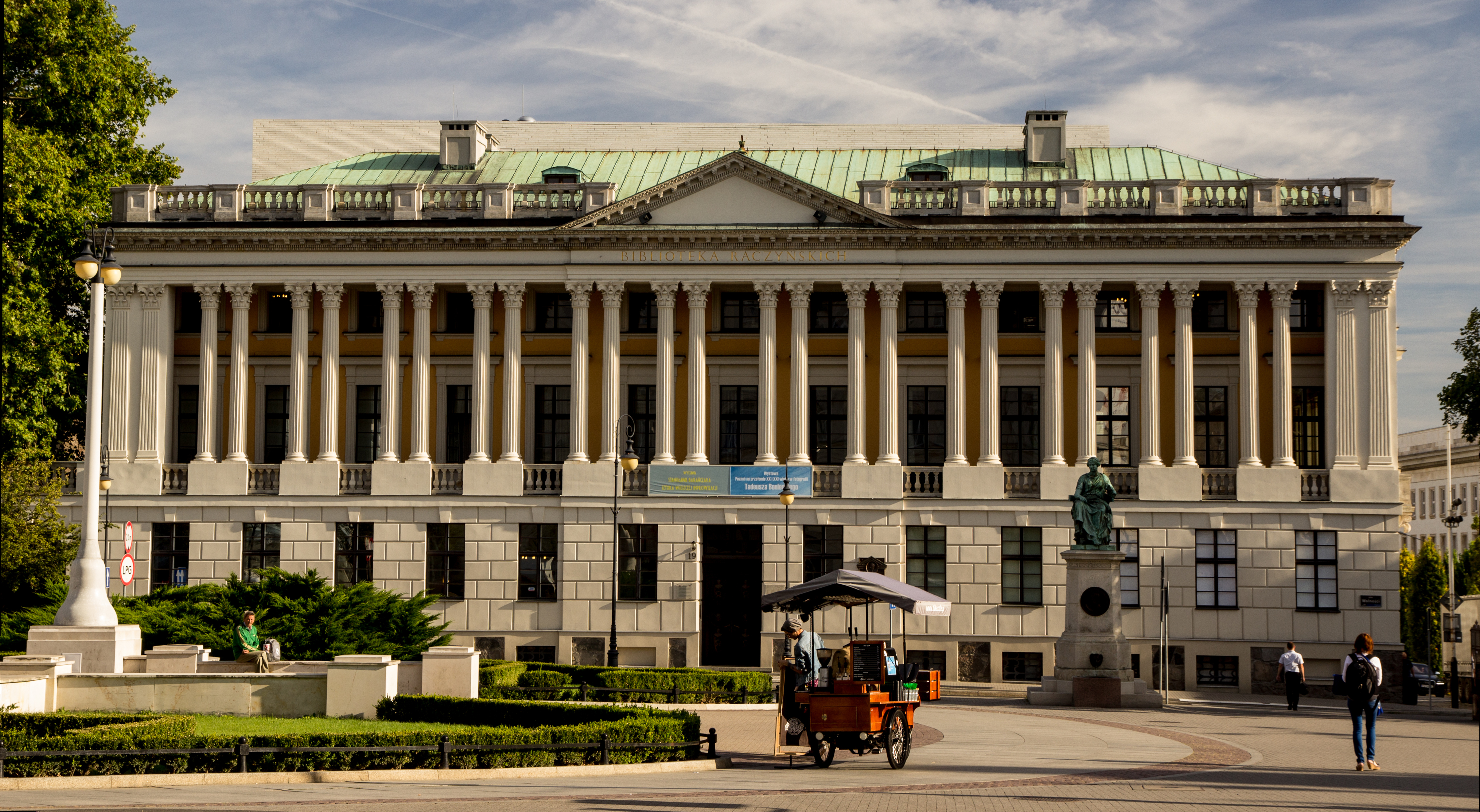
圖書館正面

拉琴斯基圖書館（Biblioteka Raczyńskich, Raczyński Library）是波蘭的一座圖書館，位於波茲南，由愛德華·拉琴斯基伯爵創建。
图书馆的建筑建于1822年至1828 年，得到了 Edward Raczyński 基金会的财政支持。古典建筑的结构以柱廊为特色，让人想起卢浮宫的东立面。图书馆主楼前矗立着 Hygieia's Fountain 雕像，由 Albert Wolff 于 1841 年创作。
在二戰期間，圖書館幾乎所有的圖書都被納粹德國摧毀。1994年，圖書館有約25萬本藏書。2010年至2013年，圖書館擴建了新館。

## 历史
图书馆的新古典主义建筑位于自由广场 （Plac Wolności）。在第二次世界大战期间，这座建筑被纳粹德国军队用炸药摧毁，除了纳粹德国早些时候掠夺的特殊馆藏外，图书馆几乎所有的书籍 （90%） 都在这场大火中被毁。1953 年，图书馆根据 Janina Czarnecka 的项目进行了重建。1994 年，该图书馆拥有约 252,000 本书。
2010 年至 2013 年期间，图书馆的新翼建成，有助于更好地展示图书馆的馆藏。它于 2013 年 7 月 1 日正式开放，占地 11,000 平方米，由欧盟基金共同资助。

## 外部連結
- http://www.bracz.edu.pl/ （页面存档备份，存于） - the Library's web site （波兰語）

52°24′30″N 16°55′43″E / 52.40833°N 16.92861°E
1. ↑  .   [19 February 2021]. （原始内容存档于2025-01-14） （波兰语）.